# 김일성의 아이들

2020년 극장 개봉 공식 포스터

《김일성의 아이들》(영어: KIM IL SUNG’s Children)는 2020년에 한국전쟁 70주년 개봉한 대한민국의 영화이다. 1950년대 한국전쟁 이후 북한의 전쟁고아들의 동유럽 이주라는 이색적인 소재를 통해 냉전 체제 속에서 북한 체제 형성 과정을 객관적으로 이해할 수 있는 역사적 자료와 생존자들의 증언으로 구성되어 있는 작품이다.
역사적 가치를 인정 받아 2020년 10월 대한민국 국가기록원 에서는 '공공 기록물법 46조’에 의거 국가적으로 영구히 보존할 가치가 있다고 판단한 기록물에 한 해서 심사를 거쳐 기록물로 선정했다. 현재 영화 ‘김일성의 아이들’은 국가기록원 중앙영구기록관리시스템 수장고에 보관되어 있다.
미국 Amazon Prime에서 영어 자막판과 일본어 자막판도 상영되고 있다.

## 시놉시스
1950년부터 1953년까지 한국 전쟁으로 남과 북에서 10만 명의 전쟁고아들이 발생했다. 전쟁의 상처를 치유할 능력조차 없던 시절, 남과 북은 각기 다른 방식으로 전쟁고아 문제를 처리하게 된다. 남한의 전쟁 고아들이 ‘해외 입양’이라는 방식을 통해 유럽과 미국으로 이주했다면, 북한의 전쟁고아들은 동유럽 여러 나라에 분산 수용되는 방식이었다. 이름하여 현지 ‘위탁 교육’이었다.
그 결과 폴란드, 루마니아, 불가리아, 체코, 헝가리 등 동유럽 낯선 곳들에서 5천 명에서 1만 명에 달하는 북한 전쟁고아들이 10년 동안 생활을 했다. 이 이야기는 그들의 숨겨져 있던 삶에 대한 기록이다.
루마니아 (2,500명), 폴란드 (1,400명), 체코 (700명), 헝가리 (500명), 불가리아 (500명)  공식적인 외교문서에 기록된 숫자는 약 5천 명, 하지만 실제로는 1만 명에 달했던 것으로 추정된다.

## 캐스팅
- 제오르제타 미르초유(루마니아), 스타니스와프 바할(폴란드), 마리아 코페치카(체코) 등

## 미디어 및 전문가 평가
- 잊혀진 냉전의 역사였던 한국전쟁 속 북한 전쟁고아들의 존재가 한 편의 다큐멘터리를 통해 빛을 얻었다. - 뉴욕타임스

- 이 역사, 대단합니다! - 한겨레신문

- 자유의 가치를 유럽에서 배웠던 북한 전쟁고아들이 과연 북으로 돌아가 온전한 삶을 살아갈 수 있었는지 이 작품은 진지하게 묻고 있다. - 유로뉴스

- 당신의 영화가 전 세계의 많은 관객들에게 한반도의 과거와 미래를 되돌아 볼 수 있게 만들어주는 거울 같은 역할을 하게 되기를 기원합니다. - 해리 해리스 미합중국 주한대사

- 동시대 다른 장소에 살고 있는 한 인간으로서 눈물 없이는 볼 수 없는 영화! - 시모카와 마사하루 전 일본 마이니치 신문기자

- 구체적 사실에 대한 위대한 시선을 바탕으로 역사적인 이야기를 잘 구성해낸 훌륭한 다큐멘터리 - 가이 르나르도, 프랑스 평론가

- 북한사회나 권력을 비판하는 영화는 더러 있었지만 행간을 통해 이야기하는 경우는 이 영화가 처음이 아닐까 한다. 그만큼 울림도 크다. - 조희문, 대한민국 영화평론가

- 당신의 영화는 매우 강렬했고, 아름다웠으며, 또 진실했습니다. - 르네 피셔, 미국 영화감독

## 역사적 배경
영화를 관통하는 다섯 가지 질문‘그 아이들은 왜 왔을까?’ (Why)
‘그들은 누구였을까?’ (Who)
‘유럽이란 낯선 땅에서 그들은 어떻게 살았을까?’ (How)
‘그리고 1959년 바람처럼 왜 한순간에 북으로 돌아가야 했을까?’ (When)
‘과연 지금 그들은 어디서 어떻게 살고 있을까?’ (Where)

❝ 이 다큐멘터리 영화는 다섯 개의 질문으로 시작된다. 그리고 그 다섯 개의 질문에 대한 답을 찾는 과정을 통해 한반도에서 일어났던 70년 전의 아픈 역사를 재조명하고 있다. 사랑, 우정, 휴머니즘, 그리고 그들의 순수한 인간적 관계를 가로막았던 북한 김일성 정권의 본질, 종파투쟁으로 불렸던 북한 내부의 권력 투쟁과 외국인 배척운동, 주체사상의 확립이라는 역사적 사건들이 바로 1950년대 이 시기에 모두 응축되어 있다. 북한 전쟁고아들의 1950년대 행적을 이해하는 것은 오늘날 북한 정권의 폐쇄적인 속성과 역사성을 이해하는 길이다. ❞ (영화 ‘김일성의 아이들’ 감독 김덕영)

1953년 스탈린의 죽음 이후 권력을 넘겨받은 소련의 후루시쵸프는 스탈린식의 독재를 비판하면서 집단지도체제를 강조했다. 이런 변화 속에 1956년 10월 헝가리 부다페스트에서 자유화 운동이 일어났다. 이런 자유화 물결은 폴란드, 체코 등으로 번져나갔다. 이미 오랜 시간 동안 유럽의 생활과 문화에 익숙해진 아이들에게도 뭔가 심상치 않은 변화가 일어나기 시작한다. 1956년 6월 동유럽을 방문했던 김일성 역시 유럽에 머물던 북한 아이들의 심상치 않은 기운을 감지했다. 게다가 북한 내부에서 반김일성 쿠데타까지 일어나면서 김일성은 북한 전쟁고아들의 전원 송환을 결정하게 된다.
❝ 김일성은 유럽의 문화와 사고 방식에 익숙해진 아이들이 자신의 유일 사상체제로 유지되는 북한 사회에 반기를 드는 잠재적인 위협이 될 수 있다고 판단했다. 실제로 적지 않은 수의 북한 아이들 역시 북으로 돌아가는 것을 원하지 않았다. ❞
그 결과 북한 아이들이 머물던 기숙사에서 탈출 사건이 발생한다. 이런 사례는 루마니아, 폴란드, 헝가리 등지에서 주로 일어났다. 가장 대표적으로는 1957년 5월 폴란드에서 일어난 사건을 들 수 있다. 당시 북한 대사관은 폴란드 정보 당국으로부터 긴급 전문을 하나 받게 된다. 북한 전쟁고아들이 머물고 있는 프와코비체에서 북한 학생 2명이 기차를 타고 오스트리아로 도망치려다 국경 검문소에서 적발되었다는 내용의 전문이었다.
❝2명이 북한 학생들은 즉시 북한 정보원들에게 체포되어 북한으로 강제 송환되었다. 아이들이 도망쳤던 프와코비체는 당시 폴란드에서 1,400여 명의 북한 전쟁고아들이 머물렀던 지역이었다.❞

## 수상 목록
- 2020년 로마국제무비어워드 다큐멘터리 부문 최우수 작품상
- 2020년 동유럽국제영화제 실버 어워드 수상
- 2020년 대한민국 국가기록원 영구보존 자료로 국가기록원 수장고에 등록
- 2020년 뉴욕국제영화제 경쟁부문 본선 진출
- 2021년 Los Angeles Television, Script, Film Festival Semi-Final 경쟁부문 본선 진출
- 2021년 미국 뉴욕 DUMBO Film Festival 경쟁부문 본선 진출
- 2020년 캐나다 사이러스 토론토국제영화제 Semi-Final 경쟁부문 진출
- 2020년 니스국제영화제 본선 진출
- 2020년 아르헨티나 산타 크루즈 국제영화제 본선 진출
- 제2회 평창국제평화영화제 (2020년) 평양시네마
- 2020년 도쿄 리프트오프 영화제 본선 진출
- 2020년 영국 데프트포드 씨네마 영화제 본선 진출
- 2020년 루마니아 라스노프 역사 영화제 본선 진출
- 2020년 폴란드 국제영화제 본선 진출

## 촬영 및 기록 발굴 현장
폴란드, 루마니아, 불가리아, 헝가리, 체코, 독일 동유럽 5개 나라에 숨겨져 있던 1950년대 북한 전쟁고아들의 행적에 관한  역사적 자료 발굴과 생존자 인터뷰

❝ 모두 15년이 걸린 자료 조사, 발굴 작업, 한국에서 최초로 공개되는 자료들! ❞
2004년부터 2019년까지 총 15년 동안 개인의 사비를 털어서 1950년대 동유럽의 역사적 현장을 발굴.
북한 전쟁고아들의 친구이자 교사였던 동유럽 생존자 12명과 극적 인터뷰!
폴란드 국가기억원, 루마니아 기록필름보관소, 루마니아 국립도서관, 불가리아 기록보관소 헝가리 MTVA Archivum, 체코 발레치 문화재보존국, 폴란드 바르샤바 대학교 도서관, 루마니아 부큐레시티 대학 도서관 등에서 확보한 북한 아이들의 생활 모습이 고스란히 담긴 역사적 자료 발굴
❝ 루마니아, 불가리아, 폴란드 등지에서 찾아낸 35mm 기록필름들, 그리고 100여 장의 사진과 북에서 보낸 아이들의 편지 50여 통의 발굴 ❞

## 감독 프로필
영화 ‘김일성의 아이들’ 각본, 감독, 촬영, 편집, 제작. 1965년 서울 출생. 서강대학교 철학과, 서강대학교 대학원 철학과 졸업
30년 가까이 방송과 영화를 넘나들며 다큐멘터리 제작

저작
<뒤늦게 발동걸린 인생들의 이야기>, <세상은 모두 다큐멘터리였다>, <그리스의 시간을 걷다>, <내가 그리로 갈게> (소설), <하루키에겐 피터캣 나에겐 통의동 스토리가 있다>, <유레일 루트 디자인>, <뒤늦게 발동걸린 인생 2>, <논픽션 김일성의 아이들> 등의 저작 활동

Visiting Scholar
Universitry of Iceland, 인류학과 방문학자 (2019년 3월)
미국 Colorado State of University, 커뮤니케이션 학과 방문학자

현재 조선일보 자매지 Pub조선에서 '김덕영의 씨네토크'라는 코너로 영화와 사회 문화에 관한 글을 연재 중

## 논픽션 김일성의 아이들
다큐멘터리 제작 과정과 영화에서 공개되지 않은 미공개 자료, 사진들을 추가해서 만들어진 도서 <논픽션 김일성의 아이들>

‘북한 사람들도 잘 모르는 북한의 숨겨진 역사’
15년 동안 다큐멘터리 영화감독의 집념 어린 역사 추적을 통해 세계 최초로 공개되는 북한 전쟁고아들의 미공개 자료들. 1950년대 동유럽에 이주했던 북한 전쟁고아들에 관한 숨겨진 비밀을 추적한 다큐멘터리 영화 ‘김일성의 아이들’의 제작 보고서.

■ 책속에서‘북한 전쟁고아들을 태운 특별열차는 1951년부터 1953년까지 폴란드, 루마니아, 불가리아, 헝가리, 체코의 이름 모를 도시로 아이들을 실어 날랐다. 공식적인 기록만으로도 5천 명이 넘는 대규모 이동이었다. 비공식적으로는 1만 명에 이른다는 조사도 있었다. 어떤 이유에서 북한의 아이들은 낯선 동유럽의 하늘 아래로 이동해야 했던 것일까? 그리고 그곳에서 7, 8년이 넘는 긴 세월 동안 아이들은 어떻게 생활했을까?’ (8쪽)
‘아이들 사이에서는 반장이 있었어요. 위 아래가 명확했죠. 아직도 그들이 쓰던 단어들이 기억 납니다. ‘오라’, ‘가라’, 그리고 ‘새끼야!’. ‘새끼야’라는 단어는 개를 뜻하는 말이었던 것으로 기억해요. 상급생이 하급생을 부를 때 쓰던 말이었죠.’ (53쪽)

‘한 번은 군사훈련 때문에 전투기가 마을 위로 날아간 적이 있었습니다. 그러자 아이들이 소리를 지르고 난리가 났었죠. 북한 아이들은 공포심에 떨면서 선생님 뒤로 가서 껴안고 숨었어요. 전쟁에 대한 아픈 기억 때문이었을 겁니다.’ (64쪽)

‘아이들과 함께 숲으로 가면 북한에서 파견된 감시관들이 사라지자마자 폴란드 선생님들이 아이들에게 소리쳤습니다. ‘얘들아! 이제 발맞춰서 행진할 필요 없어’ ‘다른 사람 눈치 볼 필요도 없어’ ‘이제부턴 마음껏 뛰어 놀아라! 너희들은 자유야!’ (65쪽)

‘원둔천이라는 아이의 사망 소식은 이번 취재 과정에서 접한 가장 충격적인 소식이었다. 걸어서 국경을 넘어서 폴란드까지 가겠다는 생각을 마음 속에 품었다는 것도 놀랍지만, 12살 아이가 실제로 자신의 계획을 실행에 옮겼다는 것은 더욱 놀랄 만한 일이었다. 아이에게는 그만큼 간절함이 있었다. 과연 무엇이 원둔천으로 하여금 국경을 넘어 폴란드까지 걸어가도록 만들었을까?’ (136쪽)